# Jarmil Krecar
Jarmil Krecar, též Jarmil Krecar z Růžokvětu, původně pokřtěn Jaromír, (9. únor 1884, Vraný u Peruce – 9. září 1959, Praha), byl český dekadentní básník, spisovatel, překladatel, dramatik a kritik.

## Život
Narodil se v rodině slanského gymnaziálního profesora češtiny, němčiny, latiny a řečtiny Antonína Krecara (1851–1914) a jeho ženy Julie rozené Jiráskové. V letech 1894–1902 studoval slanské gymnázium. Ve vyšších ročnících začíná přispívat do studentských časopisů a poprvé použil pseudonym Jarmil, který potom používal až do smrti. Ovlivněn četbou časopisů Moderní revue, Volné směry a Nový Kult se nadchl pro dekadenci.
Po maturitě v roce 1902 začal studovat češtinu a francouzštinu na filosofické fakultě české Karlo–Ferdinandovy univerzity v Praze. Doma ve Slaném se stýkal se Slanskou bohémou, do které patřili i Arthur Breisky a Otakar Pertold. V roce 1904 odjel do Paříže, kde studoval na Sorboně a dále na École des hautes études. U vojenského odvodu v roce 1906 byl uznán neschopným vojenské služby.
Na universitě se seznámil s Karlem Hugo Hilarem, se kterým seznámil i svého přítele Arthura Breiského. Několik let pak spolupracovali na vydávání Moderní bibliotéky, kterou vydával do roku 1914 František Adámek.
Ve školním roce 1906/1908 začal učit jako suplent, v roce 1908 složil závěrečné zkoušky z francouzštiny a němčiny. V roce 1910 byl uznán způsobilým k výuce češtiny a francouzštiny na středních školách. Ve školním roce 1910/1911 nastoupil na reálné gymnázium v Litomyšli. Zde mimo jiné ovlivnil i Josefa Portmana. Také se zde seznámil se svou budoucí manželkou Klementýnou Laubovou (1895-1965), dcerou litomyšlského lékárníka. Následující školní rok nastoupil jako suplent na reálku v Ječné ulici v Praze a současně na reálku na Vinohradech.
V roce 1913 byl donucen si vzít za ženu svou bývalou žačku Klementýnu Laubovou (sňatek byl 1. února 1913). Za její věno si zakoupili dům na Vinohradech. Klementa se podílela na překladu Povídek z přírody Julese Renarda a Dámské knížky Felixe Poppenberga. Klementa Krecarová vstoupila i do dějin českého sochařství, neboť stála modelem příteli svého manžela Janu Štursovi pro jeho sochu Dar nebes a země (1918). Po roce 1924 měl Krecar několik milenek a manželství přestalo fungovat. Klementa jej v roce 1927 opustila, rozvedeni ale nebyli nikdy.
V roce 1916 se seznámil s Ludvíkem Bradáčem a záhy se stal poradcem edice Vybrané knihy a redaktorem bibliofilského časopisu Knihomil, který byl v roce 1921 přejmenován na Knihomol a vycházel do roku 1927. V roce 1917 se seznámil s Jiřím Karáskem ze Lvovic a stal se záhy členem družiny okolo časopisu Moderní revue (zanikl v roce 1925). V průběhu první světové války se seznámil s V. H. Brunnerem. Ten se stal jeho blízkým přítelem a rovněž mu vymaloval jeho vinohradský byt. Po Krecarově smrti byly tyto malby zničeny. K jeho přátelům patřil i malíř Vratislav Nechleba, který je autorem Krecarova portrétu.
V roce 1918 byl jmenován profesorem na 2. reálce na Vinohradech. Rok nato byl přeložen do Kutné Hory, kam ale odmítl nastoupit. Krátce pracoval jako úředník ministerstva zahraničí a od roku 1922 pracoval jako knihovník Národního muzea, kde zpracovával literární hesla pro Komenského slovník naučný. Knihovnu tehdy vedl Čeněk Zíbrt. Jarmil Krecar zde pracoval až do roku 1939 a ze své práce vytěžil mnoho literárně historických zajímavostí a kuriozit, které použil ve svých knihách ze 30. let.
Po krachu Bradáčova nakladatelství vedl bibliofilskou edici Zodiak pro vydavatelství Svatopluka Klíra. V roce 1929 začal pracovat jako redaktor kulturní rubriky pravicových bulvárních novin Polední list. Po studentských demonstracích v listopadu 1939 byl zatčen a měsíc vězněn na Pankráci. Po propuštění z vazby bylo jeho místo v knihovně Národního muzea obsazeno a v roce 1942 byl poslán do předčasné penze.
V druhé polovině padesátých let se jeho zdravotní stav zhoršil a 9. září 1959 zemřel ve věku 75 let. Jeho přání, aby se z jeho bytu stalo muzeum, bylo komisí Ministerstva školství a kultury zamítnuto. Brunnerovy malby byly zabíleny, Krecarova knihovna a sbírka umění byla částečně rozkradena a zbytek byl rozptýlen do různých institucí. Jeho literární pozůstalost je uložena v Památníku národního písemnictví v Praze.
Vedle toho, že byl jedním z posledních zastánců dekadence v Praze, byl též znám pro svůj dandysmus a výstřední záliby.

## Dílo

### Pseudonymy
Jarmil Krecar, Jarmil Krecar z Růžokvětu, Jarmila Dušková, Zdeněk Woldan
Již své publikace ve studentském časopisu začal podepisovat křestním jménem Jarmil namísto původního Jaromír. Od roku 1905 do roku 1915 používal i šlechtický přídomek Jarmil Krecar z Růžokvětu na základě údajného příbuzenského vztahu se Zachariášem Klecarem z Růžokvětu (1646-1693).
Pro některá svá díla použil i pseudonym V. L. Liberté (rozuměj: Vive la liberté). Tento pseudonym používali ale i jiní spisovatelé, například Leopold Kochman, Antonín Svoboda nebo František Cajthaml.

### Básně
Krecarovy dekadentní básnické sbírky byly kritikou zcela odmítnuty jako prázdné opakování dekadentních schémat.
- Předčasné vinobraní, vlastní náklad, 1903
- V mé duši věčný smutek dlí (Bibelot lyriky), vlastní náklad, 1905
- Dvojice, Praha : Ludvík Bradáč, 1921
- Panna a jednorožec, Praha : František Kobliha, 1927 - bibliofilie

### Dramata
- Ilseino srdce, psáno 1907, vydáno Praha : Ludvík Bradáč, 1917
- U zelené žáby, Praha : Ludvík Bradáč, 1925

### Próza
- Legenda o sestře Valerianě, Praha : Ludvík Bradáč, 1920

### Eseje a kritiky
- Hana Kvapilová, Praha : Ludvík Bradáč, 1917 – medailon herečky
- Sňaté masky, Praha : Ludvík Bradáč, 1917 – divadelní stati z let 1910-1912
- Glosy do cizích knih, Praha : Ludvík Bradáč, 1924 – soubor předmluv do knih Moderní bibliotéky – zahraniční autoři
- Počet z víry a pochyb : kritické stati z doby převratu, Praha : Ludvík Bradáč, 1924 – kritiky z Moderní revue – domácí autoři
- Řemeslo a umění v knize, Praha : Arthur Novák, 1927
- Pan V. H. B. Umělec a kamarád, Praha : Štěpán Jež, 1928 – knížka, věnovaná příteli V. H. Brunnerovi
- Večer s Hollarem, Praha : Jaroslav Picka, 1930 - povídka

Ve svých knihách ze třicátých let se věnoval bulvárnímu zpracování různých literárně historických kuriozit, které se mu podařilo objevit v archivu Národního muzea.
- Hledání včerejšího dne, Praha : Zdeněk Jeřábek, 1936
- Nejnovější zprávy z minulého století, Praha : Zdeněk Jeřábek, 1937
- Z křižovatky nad Vltavou, Praha : Zdeněk Jeřábek, 1938
- Quodlibet z let letoucích, Praha, Soukromý tisk, 1939

### Překlady
Svými překlady z francouzštiny a z angličtiny pro Moderní bibliotéku si záhy získal dobrou pověst. Do roku 1924 přeložil řadu knih francouzských a anglických autorů. Po ukončení vydávání Moderní bibliotéky Františka Adámka v roce 1914 překládal pro Bohumila Bradáče. Vedle toho je i autorem předmluv k těmto i jiným knihám. Tyto předmluvy byly shrnuty do knihy Glosy do cizích knih (1924).
- Charles Baudelaire: Rakety, mé srdce obnažené, Praha : František Adámek, 1907
- Franz Blei: Pudrovadlo, Praha : František Adámek, 1909.
- Gérard de Nerval: Sylvie, Praha : František Adámek, 1909
- Franz Blei: Kronikáři lásky, 1911
- Jean Lorrain: Pan de Bougrelon, Praha : František Adámek, 1912
- Jules Renard: Povídky z přírody, (spolu se svou manželkou Klementou Krecarovou), Praha : František Adámek, 1912
- Carlos Reyles: Metafyzika zlata, Praha : František Adámek, 1912
- Felix Poppenberg, Dámská knížka, (spolu se svou manželkou Klementou Krecarovou), Praha : František Adámek, 1913
- Colette-Willy, Sedm rozhovorů zvířat, Praha 1913
- Šahrazadiny povídky, Praha : František Adámek, 1913
- Théophile Gautier, Slečna de Maupin, Praha 1913
- Zdeněk Woldan, Libertinská poezie, Praha 1914 – překlady francouzských libertinských autorů. Do této sbírky zařadil i několik vlastních básní, což přiznal až v roce 1927. Část obsahu byla zkonfiskována, úplné znění vyšlo pod názvem Básně libertinů až v roce 1929.
- Paul Verlaine: Galantní slavnosti, Praha 1916
- Alexander Pope: Uloupená kadeř, KDA, svazek 143, Praha : Kamilla Neumannová, 1916
- Charles Nodier, Biblioman, Praha : Ludvík Bradáč, 1918
- Claude Godard d’Aucour, Thermidore, Praha : Ludvík Bradáč, 1919
- Remy de Gourmont, Promenády, Praha : Ludvík Bradáč, 1920
- Hugues Rebell, Nichina, Praha : Ludvík Bradáč, 1921
- André Suarès, Láska a příroda, Praha : Ludvík Bradáč, 1921
- Rabíndranáth Thákur, Poštovní úřad, Kladno : J. Šnajdr, 1921
- Oscar Wilde, Florencká tragédie, Praha : Ludvík Bradáč, 1921
- Oscar Wilde, Salome, Praha : Ludvík Bradáč, 1921
- Oscar Wilde před soudem: soudní zápisy, Praha : Karel Janský 1921.
- Honoré de Balzac, Sarrasine, Praha : Ludvík Bradáč, 1922.
- Félicien Rops, Dopisy a zápisky, Praha : Ludvík Bradáč, 1924.

### Další práce
Dále uspořádal následující tituly:
- Listy Julia Zeyera Růženě Jesenské : 1889-1900, Praha : Ludvík Bradáč, 1919
- Karel Sabina: Lyrika, úvod Miloš Marten, Praha : Ludvík Bradáč, 1920
- Karel Jaromír Erben, Kytice z pověstí národních od Karla Jaromíra Erbena, Praha : Ludvík Bradáč, 1922
- Vratislav Hugo Brunner: Vlastní život v karikatuře Kladno : Svatopluk Klír, 1930